# Candelaria, Ocosingo
Candelaria är en ort i Mexiko.   Den ligger i kommunen Ocosingo och delstaten Chiapas, i den sydöstra delen av landet, 900 km öster om huvudstaden Mexico City. Candelaria ligger 549 meter över havet och antalet invånare är 444.
Terrängen runt Candelaria är huvudsakligen kuperad. Candelaria ligger nere i en dal. Runt Candelaria är det glesbefolkat, med 16 invånare per kvadratkilometer. Candelaria är det största samhället i trakten. I omgivningarna runt Candelaria växer i huvudsak städsegrön lövskog.